# Џесика Танди
Џесика Танди (енгл. Jessica Tandy; Лондон, 7. јун 1909 — Истон, 11. септембар 1994) била је британска глумица.